# 江畑町
江畑町（えばたまち）は、福島県いわき市にある大字である。郵便番号は974-8201。

## 地理
いわき市南部の勿来地区に属する。北で渡辺町上釜戸、東で渡辺町中釜戸、渡辺町松小屋、添野町、石塚町、南で植田町、後田町、西で高倉町、山田町とそれぞれ隣接する。概ね町村制施行以前の菊多郡江畑村の流れを汲む地域である。二級水系鮫川二次支流の江畑川流域を範囲とする。谷あいの平地に農地が広がり、南部の塙を中心に住宅が立地する。植田町内に所在するいわき南警察署及び錦町に所在する勿来消防署がそれぞれ管轄にあたる。

### 主な字
複数の字を持つが、地名の表記に「字」の文字は使用されない。
字
- 塙
- 柳作
- 平前

- 小能田
- 江ノ上
- 金谷
- 多古内

- 江馬内
- 小堰場

### 河川
- 渋川（二級水系鮫川水系）
  - 江畑川

## 歴史
- 1879年1月27日 - 湯長谷藩領江畑村が福島県内における郡区町村制の施行により菊多郡の村となる[4]。
- 1889年4月1日 - 町村制の施行により江畑村が東田村、添野村、石塚村、植田村、佐糠村、岩間村、小浜村、後田村、高倉村、仁井田村と合併し、菊多郡鮫川村が新たに発足する。旧江畑村域は鮫川村の大字となる[4]。
- 1896年4月1日 - 菊多郡と周辺郡との合併により石城郡が発足し、石城郡鮫川村となる[4]。
- 1923年4月10日 - 鮫川村が名称変更の上で町制施行し、植田町の大字となる[4]。
- 1955年4月29日 - 植田町が山田村、錦町、川部村、勿来町と合併、勿来市が新たに発足し、勿来市の大字となる[4]。
- 1966年10月1日 - 勿来市が平市・常磐市・内郷市・磐城市、石城郡小川町・遠野町・四倉町・川前村・田人村・好間村・三和村、双葉郡久之浜町・大久村と合併しいわき市となり、いわき市勿来地区の大字となる[4]。

## 世帯数と人口
2023年10月31日現在の世帯数と人口は以下の通りである。
| 大字   | 世帯数  | 人口  |
| ------ | ------- | ----- |
| 江畑町 | 162世帯 | 417人 |

## 小・中学校の学区
市立小・中学校に通う場合、学区は以下の通りとなる。
| 番地 | 小学校               | 中学校               |
| ---- | -------------------- | -------------------- |
| 全域 | いわき市立植田小学校 | いわき市立植田中学校 |

## 交通

### 道路
- 一級市道植田渡辺線

## 施設
- ヘレナ国際カントリークラブ（施設のごく一部）
- 八番神社